# Alejandro Córdova
Alejandro Córdova (ur. 1886, zm. 1944) – poeta i dziennikarz gwatemalski. 
Ukończył Narodowy Instytut dla mężczyzn. Pracował w gazetach: "La Opción", "El Grito", "Ilustración Obrera", "El Cronista", "La República", "Diario del Centro América" i "El Cuarto Poder". Wcześniej założyciel "El Imperial".
Jest autorem tomu poezji Flors Silverstres (1927), oraz kroniki Espigas al viento (1926).